# Середній Ургал
Середній Урга́л (рос. Средний Ургал) — село у складі Верхньобуреїнського району Хабаровського краю, Росія. Входить до складу Середньоургальського сільського поселення.

## Населення
Населення — 467 осіб (2010; 591 у 2002).
Національний склад (станом на 2002 рік):
- росіяни — 86 %